# Tangra Mountains

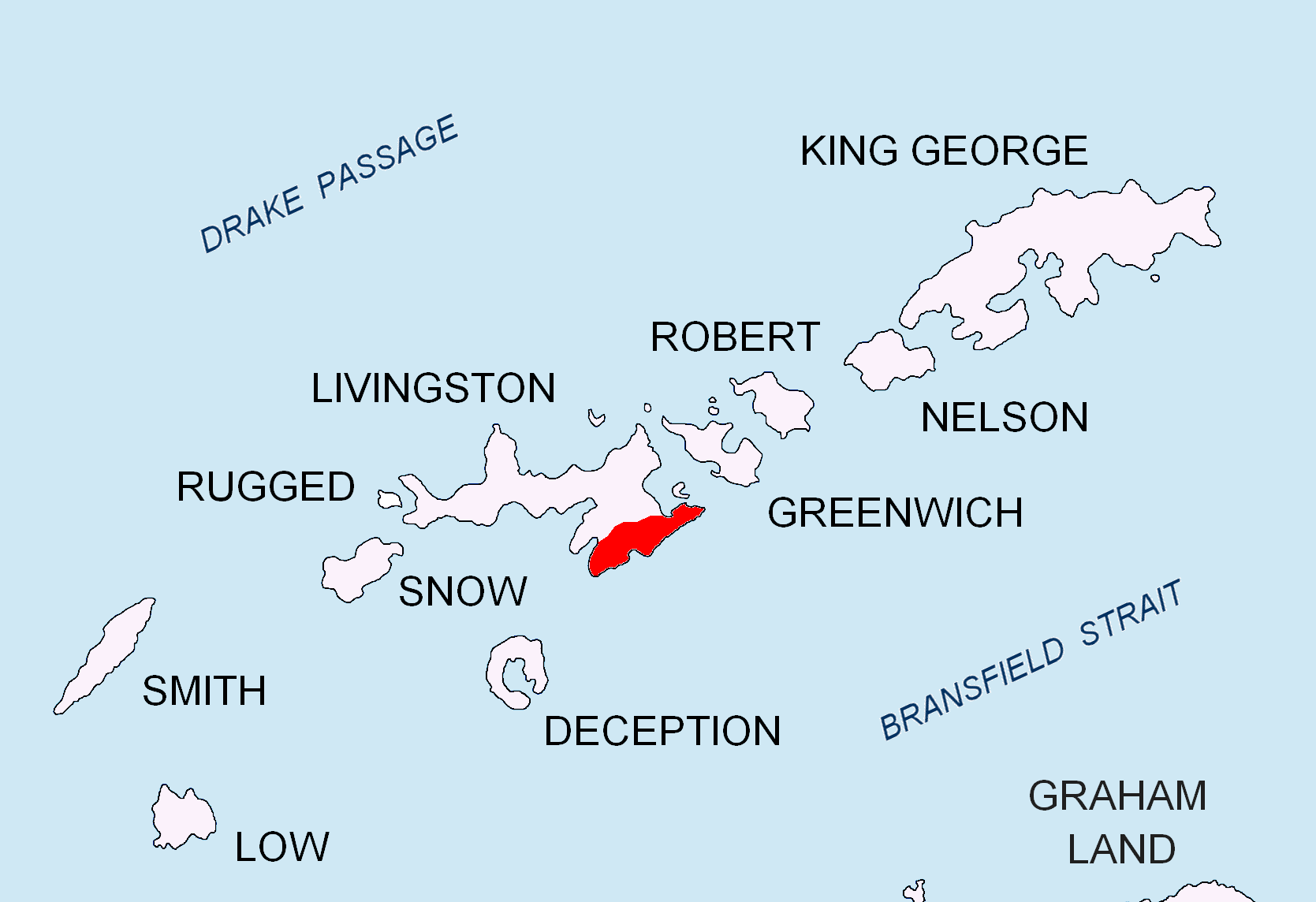
Położenie Tangra Mountains na Wyspie Livingstona na Szetlandach Południowych

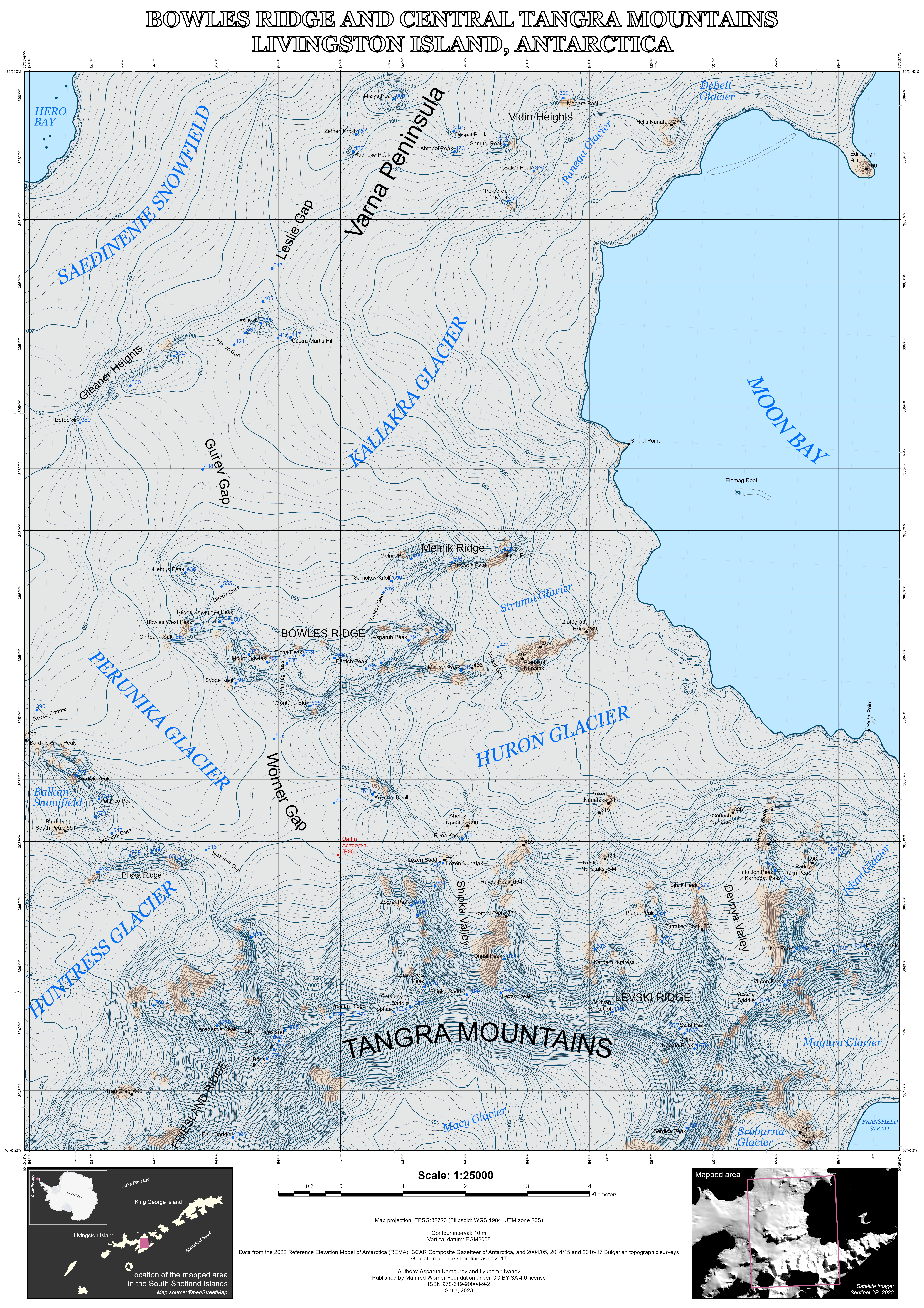
Mapa topograficzna Bowles Ridge i środkowej części Tangra Mountains

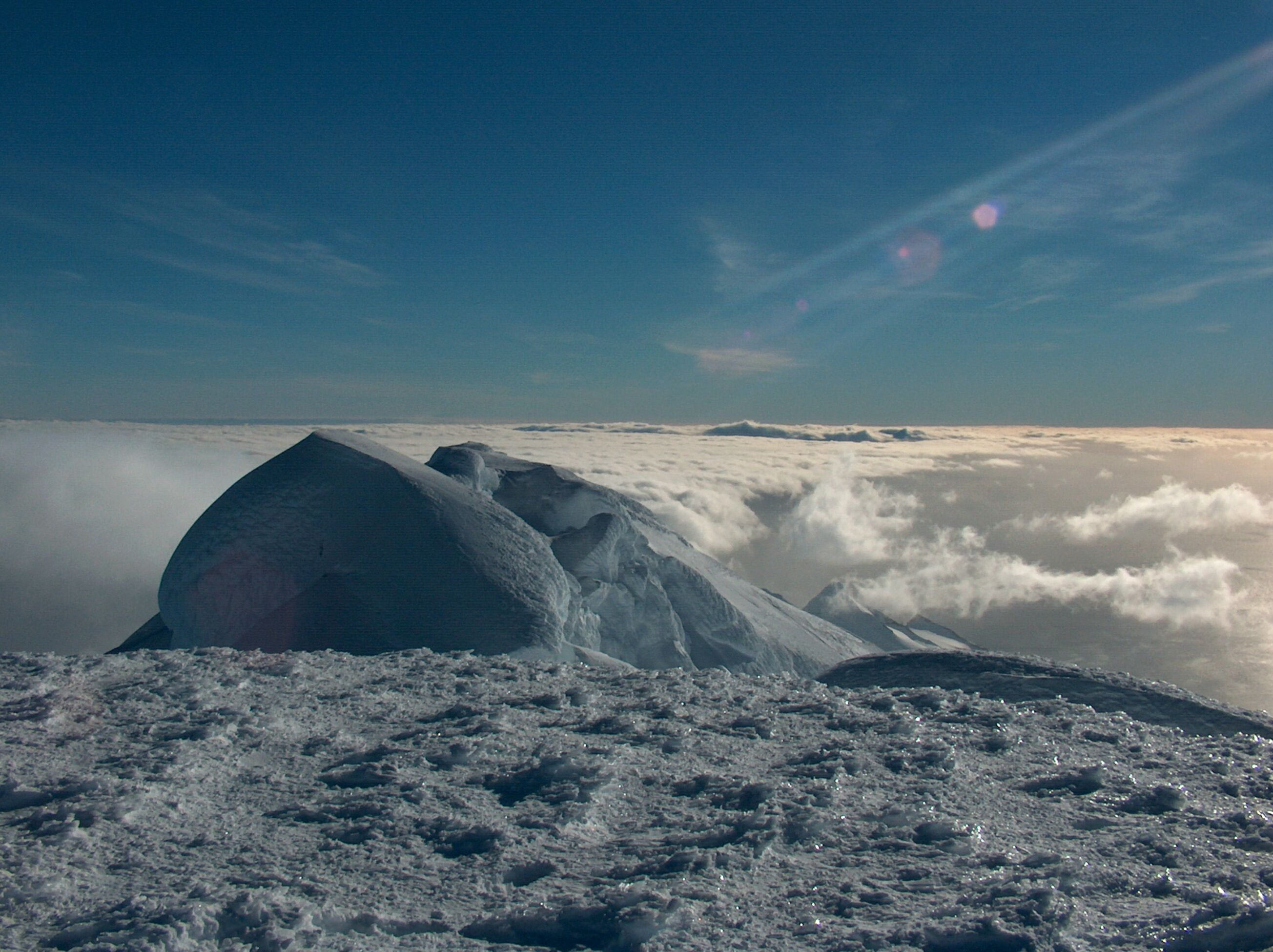
Widok na St. Boris Peak z Mount Friesland

Tangra Mountains (bułg. Тангра планина ) – pasmo górskie na Wyspie Livingstona w archipelagu Szetlandów Południowych, w południowo-wschodniej części wyspy. 

## Nazwa
Nazwa pasma nawiązuje do proto-bułgarskiego boga Tangry . 

## Geografia
Pasmo rozciąga się na długości 30 km wzdłuż południowo-wschodniego wybrzeża Wyspy Livingstona , od przylądków Barnard Point i Botev Point na półwyspie Rozhen Peninsula na południowym zachodzie po przylądek Renier Point na Burgas Peninsula na północnym wschodzie. Od północy pasmo ogranicza zatoka Moon Bay i lodowiec Huron Glacier, od północnego zachodu lodowiec Huntress Glacier, od zachodu – zatoka False Bay a od południowego wschodu Cieśnina Bransfielda . Szerokość pasma dochodzi do 7 km . 
Grzbiety i zbocza Tangra Mountains pokrywa lód . Większe lodowce Huntress Glacier i Huron Glacier oraz 15 mniejszych spływają do zatok False Bay i Moon Bay oraz do Cieśniny Bransfielda .
Najwyższym szczytem Tangra Mountains, a zarazem najwyższym wzniesieniem wyspy jest Mount Friesland (1700 m n.p.m.) , który po raz pierwszy został zdobyty w grudniu 1991 roku przez dwóch wspinaczy katalońskich z hiszpańskiej stacji badawczej Juan Carlos I – Francesca Sàbata i Jorge Enrique. 
Pasmo dzieli się na trzy główne grzbiety – zachodni Friesland Ridge , środkowy Levski Ridge  i wschodni Delchev Ridge . Na północy góry łączą się z leżącym na wschodzie Bowles Ridge, którego wysokość dochodzi do 822 m n.p.m. .
Do najwyższych szczytów pasma należą: 
- St. Boris Peak (1665 m n.p.m.)[8]
- Sofia Peak (1655 m n.p.m.)[9]
- Simeon Peak (1576 m n.p.m.)[10]
- St. Cyril Peak (1505 m n.p.m.)[11]
- Serdica Peak (ok. 1200 m n.p.m.)[12]
- Lyaskovets Peak (ok. 1450 m n.p.m.)[13]
- St. Methodius Peak (1180 m n.p.m.)[14]
- Vihren Peak (ok. 1150 m n.p.m.)[15]
- Zograf Peak (ok. 1150 m n.p.m.)[16]
- Ongal Peak (ok. 1149 m n.p.m.)[17]
- Academia Peak (1130 m n.p.m.)[18]
- Plovdiv Peak (1040 m n.p.m.)[19]
- Delchev Peak (ok. 1000 m n.p.m.)[20]

## Historia
Pasmo zostało zmapowane przez Wielką Brytanię w 1968 roku . W 1991 roku Hiszpania przeprowadziła szczegółowe mapowanie jego części najbardziej wysuniętej na zachód . W latach 1995–1996 kolejnego mapowania pasma dokonała Bułgaria .  

### Mapy
- S. Soccol, D. Gildea and J. Bath. Livingston Island, Antarctica. Scale 1:100000 satellite map. The Omega Foundation, USA, 2004.
- L.L. Ivanov et al. Antarctica: Livingston Island and Greenwich Island, South Shetland Islands (from English Strait to Morton Strait, with illustrations and ice-cover distribution). Scale 1:100000 topographic map. Sofia: Antarctic Place-names Commission of Bulgaria, 2005.
- L.L. Ivanov. Antarctica: Livingston Island and Greenwich, Robert, Snow and Smith Islands. Scale 1:120000 topographic map. Troyan: Manfred Wörner Foundation, 2010. ISBN 978-954-92032-9-5 (First edition 2009. ISBN 978-954-92032-6-4)
- L.L. Ivanov. Antarctica: Livingston Island and Smith Island. Scale 1:100000 topographic map. Manfred Wörner Foundation, 2017. ISBN 978-619-90008-3-0